# Камшалов, Александр Иванович
Александр Иванович Камшалов (9 января 1932, Покров, Московская область, РСФСР — 4 сентября 2019, Москва) — советский партийный и государственный деятель, председатель Государственного комитета СССР по кинематографии (1986—1991).

## Биография
В 1954 году окончил исторический факультет Московского государственного университета им. М. В. Ломоносова.
В 1954 году — старший пионервожатый средней школы № 16 г. Орехово-Зуево Московской области.
В 1954—1955 годах — заведующий отделом пропаганды и агитации Орехово-Зуевского горкома ВЛКСМ Московской области.
В 1955—1958 годах — учитель истории средней школы № 9 г. Орехово-Зуево Московской области.
Член КПСС с 1957 года.
В 1958 году — второй секретарь, в 1958—1960 годах — первый секретарь Орехово-Зуевского горкома ВЛКСМ.
В 1960 году — секретарь, в 1960—1961 годах — второй секретарь, в 1961—1962 годах — первый секретарь Московского обкома ВЛКСМ.
В 1962—1970 годах — секретарь ЦК ВЛКСМ по идеологическим вопросам, член коллегии Министерства культуры СССР.
В 1970—1986 годах — заведующий сектором кинематографии Отдела культуры ЦК КПСС. C 26 декабря 1986 по 1 апреля 1991 года — председатель Государственного комитета СССР по кинематографии. С 27 июня по 1 декабря 1991 года — председатель Комитета кинематографии СССР при Кабинете Министров СССР.
Депутат Верховного Совета СССР 11 созыва (довыборы).
Умер 4 сентября 2019 года в Москве. Похоронен на Троекуровском кладбище.

## Награды и звания
Награждён орденом Трудового Красного Знамени, орденом Дружбы народов, орденом «Знак Почета».